# Élie-Aristide Astruc
Pour les articles homonymes, voir Astruc.
Élie-Aristide Astruc (Bordeaux, 12 décembre 1831 – Bruxelles, 23 février 1905)  est un rabbin et essayiste français.

## Biographie
Descendant de son ancêtre bordelais Israel bar Joshua Astruc (v. 1630), lui-même issu de la famille Astruc vivant dans le Comtat venaissin au Moyen Âge, Élie-Aristide Astruc est né à Bordeaux le 12 décembre 1831, dans une famille originaire d'Avignon, d'où son patronyme occitan signifiant « heureux », « né sous une bonne étoile, un bon astre ». 
Après des études à Bordeaux, il est le premier élève séfarade admis à l'école rabbinique de Metz (Séminaire israélite de France). Avec une bourse d'études, il poursuit sa formation en 1852 à Bayonne. Il monte ensuite à Paris en 1857 pour parfaire sa formation auprès du grand rabbin de Paris et devient aumônier aux lycées Louis-le-Grand, Chaptal et de Vanves.
En août 1857, il épouse Myriam-Esther Eglé, dont il a trois enfants, une fille prénommée Myriam, et deux fils, Lucien Mardoché, ingénieur des chemins de fer, et Gabriel David, journaliste et directeur de théâtre, qui fonda le Théâtre des Champs-Élysées. 
En 1860, il fait partie du groupe de six personnalités qui fondèrent l'Alliance israélite universelle (AIU). Il en sera membre du comité central de 1863 à sa mort.
En 1865, il est délégué par la congrégation de Bayonne pour élire le grand rabbin de France. 
En juin 1866, il est nommé grand-rabbin de Belgique, tout en gardant la nationalité française, selon l'exemption d'un décret impérial. Il prend part en 1869 au synode de Leipzig. Durant la guerre franco-prussienne en 1879-80, il fait montre de son patriotisme en tant que Juif français ; il est secrétaire du « Comité belge pour la libération du territoire » (l'Alsace et la Lorraine). Après une absence de vingt ans, il se rend en visite à Metz. 
Il démissionne en septembre 1879 de sa charge au rabbinat belge et retourne à sa terre bordelaise, à la suite de désaccords profonds avec le président de la communauté juive de Belgique, Joseph Oppenheim, plus conservateur. Le consistoire de Belgique lui décerne le titre, exceptionnel et resté unique, de « grand-rabbin honoraire de Belgique », et le roi Léopold II le nomme chevalier de l’ordre de Léopold, par décret du 27 juin 1879.
En 1887, il est élu grand-rabbin du consistoire de Bayonne, poste dont il démissionne en 1891, en raison d'une santé de plus en plus précaire. 
Resté populaire en Belgique, il retourne y vivre aux côtés de sa fille.  
Il meurt à Bruxelles le 23 février 1905, et est enterré au cimetière désaffecté d'Uccle (Dieweg).

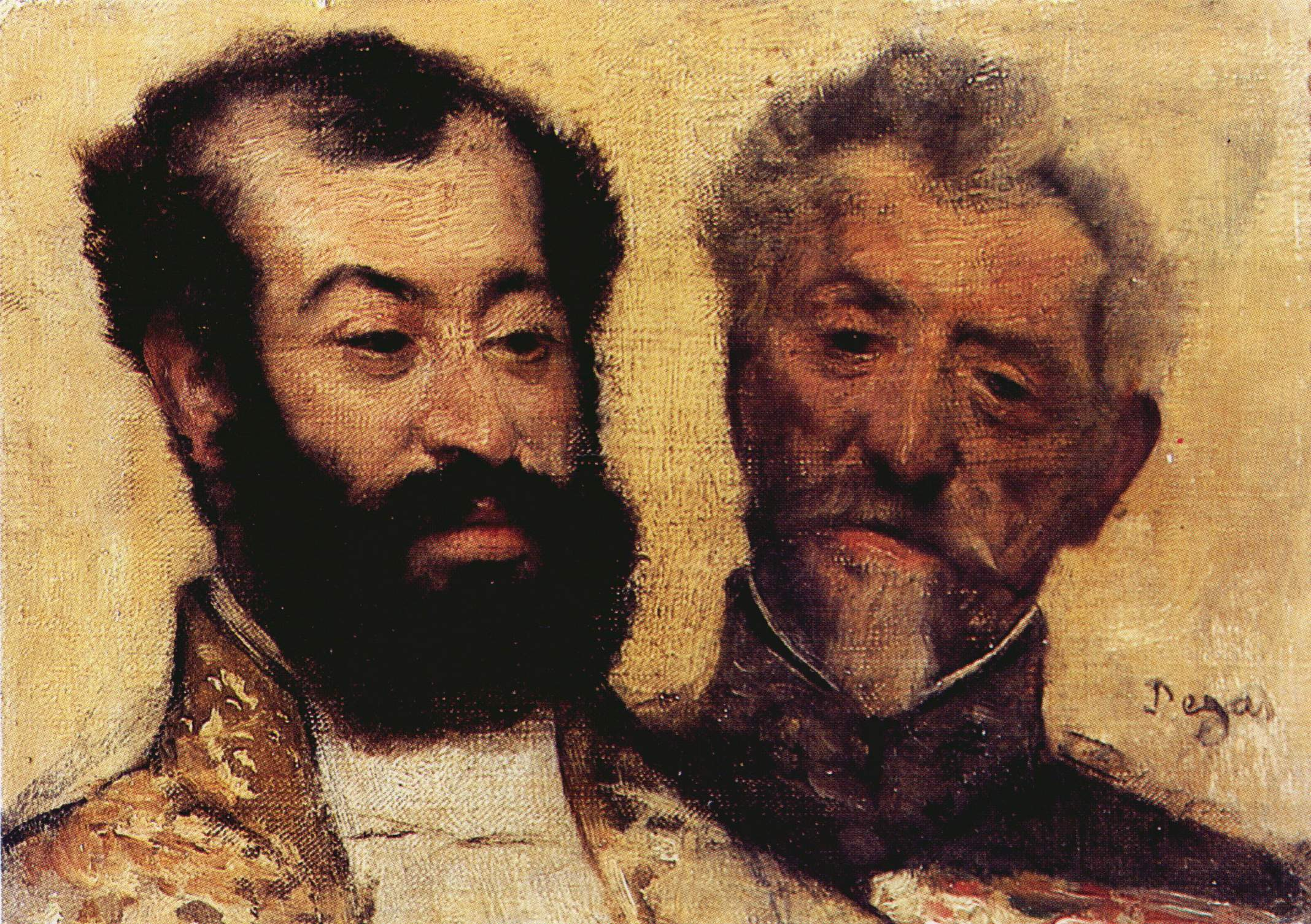
Le général Mellinet et le grand rabbin Astruc, E. Degas, 1871. Géradmer.

## Position sur le judaïsme
Élie-Aristide Astruc a tout au long de sa carrière tenu des positions prônant une ouverture du monde juif vers le monde moderne, à la fois par l'éducation, au travers de son engagement dans la création de l'Alliance israélite universelle, mais aussi en prônant un judaïsme qui, tout en restant fidèle à la foi et au dogme principal, se doit d'être en quelque sorte dépoussiéré et modernisé. Il disait ainsi vouloir « séparer le noyau de sa coque » et pensait alors que cela diminuerait l'antisémitisme. Il appelle à une explication rationnelle de la Bible, revendique le caractère universel de la morale de Moïse, et appelle à une adaptation de la pratique religieuse aux « exigences impérieuses » nées de la modernité. 
Il introduit le credo en Belgique pour la cérémonie de la Bar-Mitzvah, préconise l'inhumation dans des carrés juifs au sein de cimetières laïcs, et souhaitait une évolution du statut de la femme, notamment la possibilité de se remarier même sans avoir obtenu le guet (acte de divorce). Son approche fut violemment critiquée en France, mais reçut un accueil plus favorable en Belgique.
Elie-Aristide Astruc est un auteur prolifique, contribuant activement à de nombreuses revues : aux Archives israélites et à L’Univers israélite, à la Revue des études juives, à la Nouvelle Revue de Juliette Adam, à la Revue politique et littéraire, à la Revue pédagogique, à la Revue de Belgique, à La Vérité israélite, pour essayer de donner une juste vue de l'histoire et des doctrines d'Israël. Il laisse également plusieurs ouvrages comme des essais sur les sociétés politiques de Belgique, la traduction de poèmes liturgiques portugais, son audacieuse bien que brève histoire des Juifs ou sur le pape Léon XIII.

## Décoration
- Chevalier de l'ordre de Léopold

## Œuvres
- Les Juifs et Louis Veuillot, Paris 1859 ;
- Traduction en français des Poésies rituéliques des Juifs portugais, Paris, La Librairie israélite, 1865 ;
- Histoire abrégée des Juifs et de leurs croyances, Paris, 1869 ;
- Entretiens sur le judaïsme, son dogme et sa morale, (ensemble des sermons d'Astruc), Paris, Alphonse Lemerre, 1879 ;
- Origines et causes historiques de l'antisémitisme, 1884 ;